# Кещян Арарат Геворгович
Арарат Геворгович Кещян (вірм. Արարատ Գևորգի Քեշյան; нар.. 19 жовтня 1978, Гагра, Абхазька АРСР, СРСР) — російський комедійний актор, радіо — і телеведучий. Колишній учасник команди КВК Російського Університету Дружби Народів. Також він відомий за роллю Артура Мікаеляна (або просто Майкла) у телесеріалах «Універ», «СашаТаня», «Універ. Нова общага», «Універ. 10 років по тому» та «Універ. 13 років потому».

## Біографія
Арарат Кещян народився 19 жовтня 1974 року в Гагрі у вірменській родині. Пізніше разом з родиною переїхав до Адлера.

### Кар'єра у КВК
У 1999 році за пропозицією брата Ашота Кещяна почав брати участь в іграх КВК. У складі команди «Діти Лумумби» у сезоні 2000—2001 років став абсолютним чемпіоном міста Сочі, вигравши чемпіонат Сочі і СуперКубок міста Сочі. У 2002 році в складі «Діти Лумумби» знову виграв чемпіонат міста Сочі. У складі збірної команди КВК «Великий Сочі» у 2001 році він став чемпіоном Ліги КВК «Старт», а у 2002 році — півфіналістом Північної ліги КВК.
«Онуки Лумумби» були командою сочинського філії Російського університету дружби народів (РУДН), і перед сезоном 2003 року Арарат разом з братом Ашотом були запрошені до Москви, в команду «Збірна РУДН» Російського університету дружби народів. У її складі дебютував у Вищій лізі КВК у першій грі 1/8 фіналу сезону 2003 року і відразу ж став одним з основних акторів команди. У своєму дебютному сезоні «Збірна РУДН» впевнено перемогла у 1/8 та 1/4 фіналу, а потім у двораундовому протистоянні пробилася до фіналу, де посіла третє місце. На музичному фестивалі в Юрмалі Арарат, виконавши пародію «Голосящий КиВиН» на монолог Геннадія Хазанова «Папуга», в складі своєї команди став володарем нагороди «Малий КіВіН в золотому».
У 2004 році «Збірна РУДН» знову дісталася до фіналу сезону, де, поступившись «Збірній П'ятигорська» всього лише 0,6 бала, стала другою. На юрмальському фестивалі 2004 року Арарат виступив з новою пародією на хазановський монолог «Папуга», а його команда стала володарем «Великого КіВіНа в темному».
У 2005 році «Збірна РУДН» не брала участі в іграх Вищої ліги, а на музичному фестивалі в Юрмалі знову стала володарем «Малого КіВіНа в золотому». Арарат показав третю версію «Голосящого КіВіНа», яка мала великий успіх через те, що в журі сидів сам Хазанов, до якого монолог і був звернений.
У 2006 році «Збірна РУДН» взяла участь в іграх Вищої ліги КВК 2006 і знову дійшла до фіналу. У драматичній боротьбі, програючи до останнього конкурсу команді «ЛУНа», команда Університету дружби народів змогла вирвати перемогу. Вдало склався для команди РУДН і Голосящий КіВіН 2006: «Збірна РУДН» здобула головну нагороду фестивалю — «Великий КіВіН у золотому».
У 2007 році Арарат Кещян у складі Збірної РУДН завоював Літній кубок КВК. У 2005—2008 роках Арарат Кещян брав участь в іграх, присвячених дню народження КВК.
У 2011 році Арарат у складі Збірної РУДН завоював «Великого Ківіна в Золотому» на фестивалі «Голосящий КіВіН».
Загалом, Арарат Кещян брав участь у 18 іграх у телевізійних лігах, кубках та фестивалях КВК:
- 12 ігор у Вищій лізі КВК (сезони 2003, 2004, 2006)
- 5 ігор на музичному фестивалі «Голосящий КіВіН» (2003, 2004, 2005, 2006, 2011)
- 1 гру в Літньому кубку (2007).

Найбільш яскраві номери «Збірної РУДеН» за участі Арарата Кещяна в офіційних іграх Міжнародного союзу КВН:
- «Голосящий КіВіН». Голосящий КіВіН 2003
- «Нострадамус». Вища ліга КВН 2003, фінал, СТЕМ
- «Голосящий КіВіН-2». Голосящий КіВіН 2004
- «Іноземний проповідник» — перекладач. Вища ліга КВК 2004, фінал, СТЕМ
- «Телефонна будка» («Упир») — Дід Мороз. Вища ліга КВК 2004, фінал, домашнє завдання
- «Голосящий КіВіН-3». Голосящий КіВіН 2005
- «Будинок Ашота» — брат Ашота. Літній кубок КВК 2007, СТЕМ

### ПостКВКівська кар'єра
У 2007 році разом з братом Ашотом Арарат Кещян брав участь у зйомках розважальної передачі «Бла-Бла шоу». Брав участь у зйомках передачі «Поза грою», причому у випуску № 10 — як ведучий (спільно з братом Ашотом). Також разом з братом брав участь у третьому сезоні «Бійцівського клубу» — гумористичного проекту студії «Квартал-95». У 2009 році брав участь у зйомках «Comedy Woman» (випуск № 20) як запрошений актор.
У травні 2008 року брав участь в одному з показових боїв у телепередачі «Король рингу» проти Миколи Лукинського і програв в ньому.
З 10 по 24 серпня 2008 року на радіостанції «Гумор FM» разом з братом вів гумористичну передачу «Олімпійський резерв» про події Олімпіади 2008 року.
На початку 2009 року був запрошений до другого сезону ситкому «Універ», де грає одну з головних ролей — Артура «Майкла» Мікаеляна, хитромудрого і привабливого вірменина, який приїхав до Москви з Адлера.
Знявся в одній з серій серіалу «Щасливі разом» в епізодичній ролі.
З листопада 2014 року на телеканалі «Зірка» в ефір виходить телепередача «Звіряча робота», ведучим якої є Арарат Кещян. З 2016 року — ведучий програми «Не ФАКТ!» на тому ж каналі.

## Родина
Перша дружина (2007—2010) — Ірина (весілля відбулося в Адлері 7 листопада 2007 року). 11 січня 2013 року, його дружиною стала Катерина Шепета.
3 вересня 2014 року вона народила доньку Єву. Дружина актора поєднує виховання дівчинки з роботою власного весільного агентства «Уткін дім». 12 листопада 2017 року у пари народилася друга дочка, яку назвали Діана.

## Визнання і нагороди
У складі команди КВК «Збірна РУДН»:
- Чемпіон Вищої ліги КВК 2006
- Володар Літнього кубку КВК 2007
- Володар нагород музичного фестивалю Голосящий КіВіН:
  - «Великий Ківін в золотому» на фестивалі" Голосящий КіВіН 2011
  - «Великий Ківін в золотому» на фестивалі" Голосящий КіВіН 2006
  - «Великий Ківін в темному» на фестивалі" Голосящий КіВіН 2004
  - «Малий Ківін в золотому» на фестивалі" Голосящий КіВіН 2003
  - «Малий Ківін в золотому» на фестивалі" Голосящий КіВіН 2005

У складі команди КВК «Великий Сочі»:
- Володар малого Кубка губернатора Краснодарського краю
- Чемпіон Ліги КВК «Старт» 2001

У складі команди КВК «Онуки Лумумби»:
- Чемпіон м. Сочі 2001
- Чемпіон м. Сочі 2002
- Володар Суперкубка м. Сочі 2001

- Власник аптеки «Люмєніс» м. Томськ 2017

## Фільмографія
| Рік       |   | Назва                       | Роль                              |
| --------- | - | --------------------------- | --------------------------------- |
| 2009—2011 | з | Універ                      | Артур Тигранович Мікаелян «Майкл» |
| 2011      | ф | Весілля по обміну           | Гарік                             |
| 2011      | з | Щасливі разом               | Жульбек                           |
| 2011—2018 | з | Універ. Нова общага         | Артур Тигранович Мікаелян «Майкл» |
| 2012      | ф | Той ще Карлосон!            | майор поліції Артем Оганесов      |
| 2012      | ф | Няньки                      | Міша                              |
| 2012      | ф | Мами                        | Ім'я персонажа не вказано         |
| 2013—2015 | з | СашаТаня                    | Артур Тигранович Мікаелян «Майкл» |
| 2014      | ф | Кавказька полонянка!        | Джабраїл                          |
| 2016      | ф | Однокласниці                | Міша                              |
| 2017      | ф | Однокласниці: Новий поворот | Міша                              |